# Nannizzia fulva
Nannizzia fulva är en svampart som beskrevs av Stockdale 1963. Nannizzia fulva ingår i släktet Nannizzia och familjen Arthrodermataceae.   Inga underarter finns listade i Catalogue of Life.